# 若尔当曲线定理

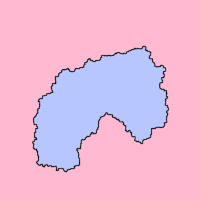
若尔当曲线定理的说明。若尔当曲线（黑色）把平面分成一个“内部”区域（浅蓝色）和一个“外部”区域（粉红色）。

在拓扑学中，若尔当曲线（英語：Jordan curve）是平面上的非自交环路（又称为简单闭曲线）。若尔当曲线定理（英語：Jordan curve theorem）说明每一条若尔当曲线都把平面分成一个“内部”区域和一个“外部”区域，且任何从一个区域到另一个区域的道路都必然在某处与环路相交。它由奥斯瓦尔德·维布伦在1905年证明。

## 定理和证明
准确的数学表述如下：

设c为平面R2上的一条若尔当曲线。那么c的像的补集由两个不同的连通分支组成。其中一个分支是有界的（内部），另外一个是无界的（外部）。c的像就是任何一个分支的边界。

若尔当曲线定理表面上是明显的，但要证明它十分困难。对于较简单的闭曲线，例如多边形，是比较容易证明的，但要把它推广到所有种类的曲线，包括无处可微的曲线如科赫曲线，便十分困难。该定理对于球面上的若尔当曲线也成立，但对于环面上的若尔当曲线不成立。
第一个发现该定理的是伯纳德·波尔查诺，他观察到这不是一个自明的定理，而需要证明。第一个给出证明的是卡米尔·若尔当，该定理就是以它命名的（后来发现他的证明仍有漏洞）。过了超过半个世纪，奥斯瓦尔德·维布伦最终在1905年给出了一个满意和严格的证明。后来又发现了一些其它的证明，有些较为简单（但相对来说仍然复杂）。

## 推广
若尔当曲线定理可以推广到更高的维数：

设X为从球面Sn到Rn+1的一个连续的单射。那么X的像的补集由两个不同的连通分支组成。其中一个分支是有界的（内部），另外一个是无界的（外部）。X的像是它们的公共边界。

若尔当曲线定理还有另外一种推广，它说明平面上的任何若尔当曲线，视为从圆S1到平面R2的映射，都可以延伸到平面的一个同胚。这个表述比若尔当曲线定理更强。这个推广在更高的维数不成立，亚历山大角球就是一个著名的反例。亚历山大角球的补集的无界分支不是单连通的，因此亚历山大角球的映射不能延伸到整个R3。
若尔当曲线定理的另外一个推广说明，如果M是Rn+1的任何紧致、连通、无界的n维子流形，那么M便把Rn+1分成两个区域：一个是紧的，另外一个不是紧的。